# Lukas Meiler
Lukas Meiler (* 14. Februar 1995 in Weilheim in Oberbayern) ist ein deutscher Radrennfahrer.

## Sportlicher Werdegang
Mit dem Radsport begann Meiler im Alter von sechs Jahren. Im Juniorenalter war er Mitglied der Nationalmannschaft und nahm an verschiedenen Rundfahrten teil. Bereits als Junior und in der U23 war er neben der Straße regelmäßig im Cyclocross aktiv. Er startete wiederholt im UCI-Cyclocross-Weltcup sowie bei Welt- und Europameisterschaften. 2017 wurde er Deutscher Vizemeister in der U23.
Auf der Straße wurde Meiler nach dem Wechsel in die U23 zunächst Mitglied beim Team Gebrüder Weiss-Oberndorfer. Bereits nach einem Jahr wechselte er zur Saison 2015 zum Team Vorarlberg, für das er bis heute (2022) fährt. Im achten Jahr für das Team erzielte er in der Saison 2022 mit dem Sieg beim Prolog der Rhodos-Rundfahrt seinen ersten Erfolg bei einem UCI-Rennen und wurde Zweiter der Gesamtwertung.

## Familie
Sein drei Jahre jüngerer Bruder Martin Meiler ist ebenfalls Radrennfahrer und fuhr von 2017 bis 2022 mit ihm gemeinsam im Team Vorarlberg.

## Erfolge
2022
- Prolog Rhodos-Rundfahrt
- Bergwertung Sibiu Cycling Tour